# Charles Teste
Pour les articles homonymes, voir Teste.
Charles Teste, né le 4 septembre 1805 à Passy et mort le 3 août 1898 à Nîmes, est un homme politique français.

## Biographie

### Jeunesse et famille
Né le 17 fructidor an XIII (4 septembre 1805) à Passy, Charles Teste est le fils de l'ancien ministre Jean-Baptiste Teste.

### Carrière politique
Il obtient obtenu deux mandats de député, l'un dans le département du Vaucluse, l'autre dans le département du Gard, sous la monarchie de Juillet, allié à la majorité ministérielle.
Il est nommé chevalier de la Légion d'honneur le 28 avril 1847.
Il meurt en 1898 à Nîmes.